# Estasi (film 1960)
Estasi (Song Without End) è un film del 1960 diretto da George Cukor e Charles Vidor e ispirata alla storia della vita del celebre compositore Franz Liszt.

## Trama
Storia d'amore fra Franz Liszt e la principessa Carolyne, che incoraggia il musicista a comporre piuttosto che limitarsi a eseguire brani composti da altri musicisti. Per lei egli è disposto a lasciare la contessa con la quale convive e ha avuto i suoi figli. Mentre ella è disposta a chiedere il divorzio dal marito, che glielo concede dopo una lunga trattativa. Per poter vivere la loro storia Franz Liszt accetta di diventare sovrintendente musicale alla Corte della Granduchessa di Weimar, che interverrà più volte come mediatrice. Ma, nonostante il consenso del marito, è il Vescovo che nega ai due innamorati la possibilità di sposarsi con rito religioso. Carolyne decide allora di andare a Roma per convincere i cardinali del Sant'Uffizio, che in un primo tempo accolgono favorevolmente la domanda della principessa, ma all'ultimo, quando già le nozze sono state organizzate, a causa della falsità del giuramento di essere stata costretta, la dispensa viene revocata.
Nel frattempo, Franz Liszt aiuta Richard Wagner, ricercato dalla polizia, a espatriare. Questi gli consegna lo spartito del Lohengrin. Durante la prima dell'opera il principe parla con la consorte ed esce dal loggione insieme a lei. Franz riceve un documento che annulla la dispensa a causa della rivelazione della falsità di quanto affermato dalla principessa che ha giurato di essere stata costretta al matrimonio. Essendo entrambe molto religiosi decidono di lasciarsi. Franz Liszt  Wagner decide di abbandonare la carriera, lasciare tutti i suoi averi ai suoi figli e ritirarsi  in un monastero cambiando stile di vita, diventandone l'organista.

## Riconoscimenti
- Premi Oscar 1961
  - Oscar alla migliore colonna sonora (film musicale)
- Golden Globe 1961
  - Golden Globe per il miglior film musicale